# Enchentes em Belo Horizonte em 1979
As enchentes em Belo Horizonte em 1979 foram uma das mais impactantes da história da capital mineira, decorrentes das chuvas que caíram sobre a cidade nos primeiros dois meses do ano. Em 1979, várias enchentes no Brasil foram registradas, principalmente nos estados de Minas Gerais, Espírito Santo e Bahia. Na capital de Minas Gerais o acumulado de chuvas entre janeiro e fevereiro chegou aos 1.239,8 mm. No total, foram 3500 desabrigados e 300 mortos em Belo Horizonte

## Contexto das enchentes
A intensificação da urbanização em Belo Horizonte, a partir década de 1950, foi marcada pela ampliação da malha viária e pelos asfaltamentos das ruas da cidade. Com esse processo, a impermeabilidade do solo foi afetada. Nesse momento, se ampliaram as intervenções sobre os cursos d’água da cidade. O Ribeirão Arrudas, o mais importante da cidade, desde a década de 1930, sofria obras de retificação fora da área central da cidade, dando origem à Avenida Teresa Cristina nos anos 1940. A partir de 1976, com a construção da via Leste-Oeste, conhecida como Via Expressa, o Ribeirão passou por nova intervenção em seu canal
Com o aumento das chuvas, que já afetavam o estado de Minas Gerais desde o mês de janeiro, no início de fevereiro registraram-se enchentes em Belo Horizonte, com o transbordamento do Ribeirão Arrudas, atingindo principalmente a região central da cidade. A persistência das chuvas significou outros pontos de alagamento, com destaque para a região de Venda Nova, tomada pelas águas do Córrego Vilarinho.
O relatório do prefeito Maurício Campos, referente ao ano de 1979, apontou os problemas causados pelas chuvas na cidade: “As pesadas chuvas caídas no princípio do ano passado, acompanhadas de inundações, com toda uma trágica sequela de ocorrências dolorosas, prestaram-se, no entanto, para pôr a prova, não só o nosso espírito de solidariedade, como também, a nossa capacidade de unir-nos e de nos decidirmos, naqueles momentos em que se põem em jogo os interesses mais sagrados e urgentes da população. Foram, sem dúvida, trágicas as consequências das inundações para a cidade. Em algumas áreas, ela ficou literalmente arrasada. No entanto, ao assumirmos o posto, convocamos toda a comunidade para participar conosco do gigantesco trabalho de recuperação, partindo daí para torná-la mais humana e saudável.”. Com esse texto escrito pelo então prefeito é possível perceber que as enchentes e suas causas foram um dos problemas principais daquele ano, ganhando destaque na avaliação dos principais desafios e realizações do ano.

## Impactos das enchentes
A força das águas causou danos em diferentes regiões da cidade, na mesma medida em que contribuiu para o aumento do risco de proliferação de doenças.
A inundação de áreas alagáveis, a destruição de casas pelas águas e a série de desabamentos registrados na cidade naqueles dias de chuva implicou em um alto número de pessoas desabrigadas.
As chuvas em Belo Horizonte e no interior do estado foram tão intensas que o então governador do estado, Levindo Ozanam Coelho, pediu ao governo federal uma verba de 120 milhões de Cruzeiros, equivalente a 76.923 salários mínimos da época, para atender a população desabrigada, também chamada, naquele período, população “flagelada”.
Os grupos de pessoas afetadas pelas chuvas se organizaram em busca da garantia de condições básicas de vida. Movimentos do tipo se espelharam pela Região Metropolitana de Belo Horizonte, como registrou a fotodocumentarista Mana Coelho, cujo acervo está presente no Museu Histórico Abílio Barreto que retratou a vigília do povo das vilas contra as enchentes realizada no ano de 1979 no colégio estadual Helena Guerra na cidade de Contagem.
Em Belo Horizonte, a população desabrigada reivindicou moradias novas já que perderam as suas durante as fortes chuvas. Os “flagelados” realizaram assembleias para abordar o assunto no início do mês de março. Frente às reivindicações, o governador Levindo Ozanam Coelho assinou um contrato para a construção de mil abrigos temporários para as vítimas das enchentes na capital no bairro Gorduras, região norte da cidade.
Num primeiro momento, a população foi instalada em habitações precárias, com piso de terra batida, telhas de amianto, sem alicerce e com uma fossa para cada duas moradias. Apenas em meados dos anos 1980, o Conjunto Habitacional Gorduras passaria a contar com casas de alvenaria, oferecendo condições dignas de vida para a população